# Брњик
Брњик је насељено мјесто у општини Челић, Босна и Херцеговина.

## Историја
До рата је ово насеље било у саставу општине Лопаре.

## Становништво
|             | 2013.        | 1991.         | 1981.         | 1971.         |
| Укупно      | 461 (100,0%) | 469 (100,0%)  | 449 (100,0%)  | 434 (100,0%)  |
| Бошњаци     | 454 (98,48%) | 416 (88,70%)1 | 402 (89,53%)1 | 403 (92,86%)1 |
| Босанци     | 6 (1,302%)   | –             | –             | –             |
| Хрвати      | 1 (0,217%)   | 2 (0,426%)    | –             | –             |
| Срби        | –            | 42 (8,955%)   | 33 (7,350%)   | 29 (6,682%)   |
| Остали      | –            | 8 (1,706%)    | –             | 2 (0,461%)    |
| Југословени | –            | 1 (0,213%)    | 14 (3,118%)   | –             |

1. 1 На пописима од 1971. до 1991. Бошњаци су пописивани углавном као Муслимани.